# Myrmecocystus mexicanus
Myrmecocystus mexicanus är en myrart som beskrevs av Wesmael 1838. Myrmecocystus mexicanus ingår i släktet Myrmecocystus och familjen myror. Inga underarter finns listade i Catalogue of Life.

## Bildgalleri

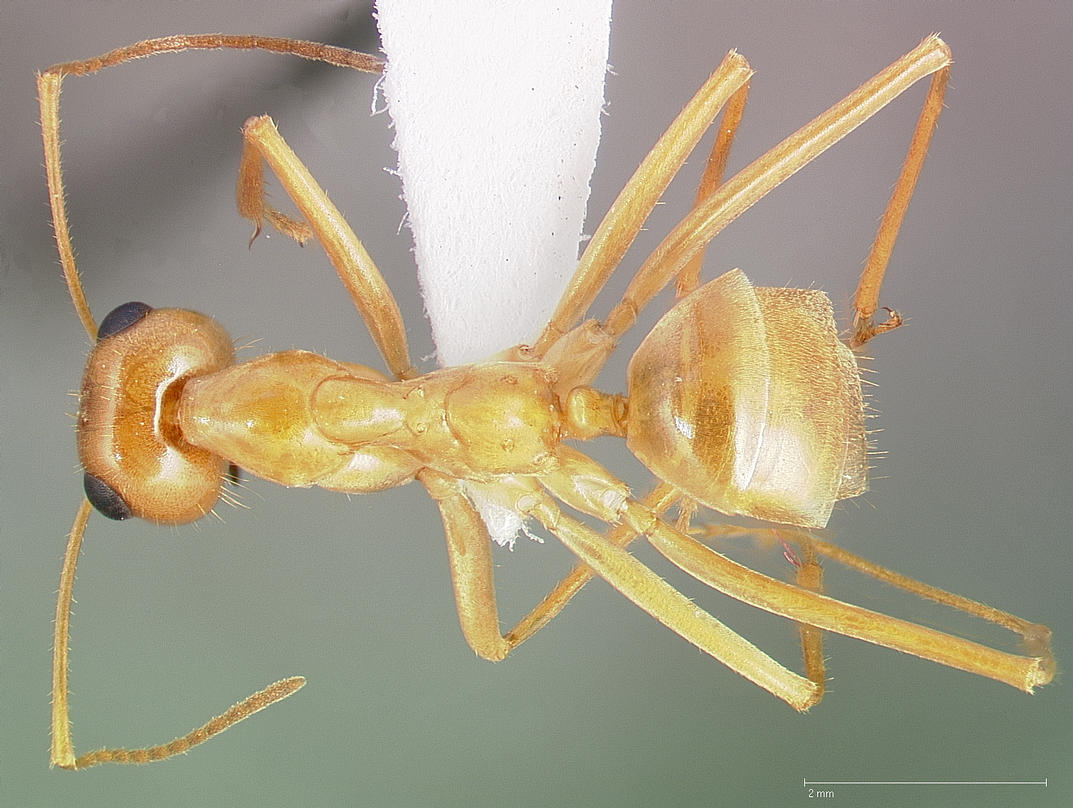
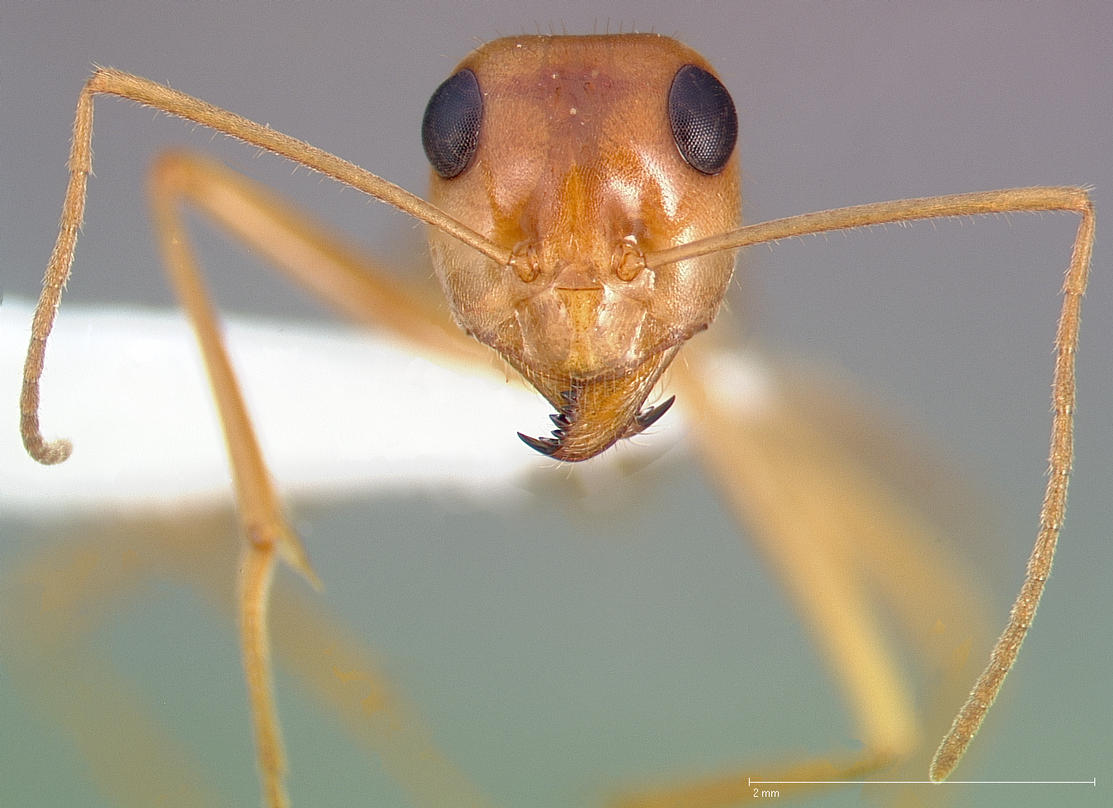
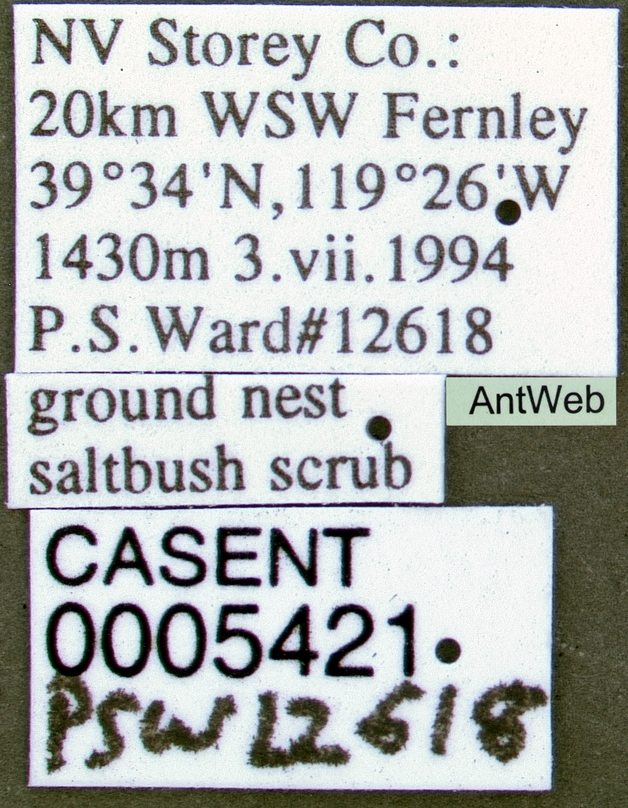
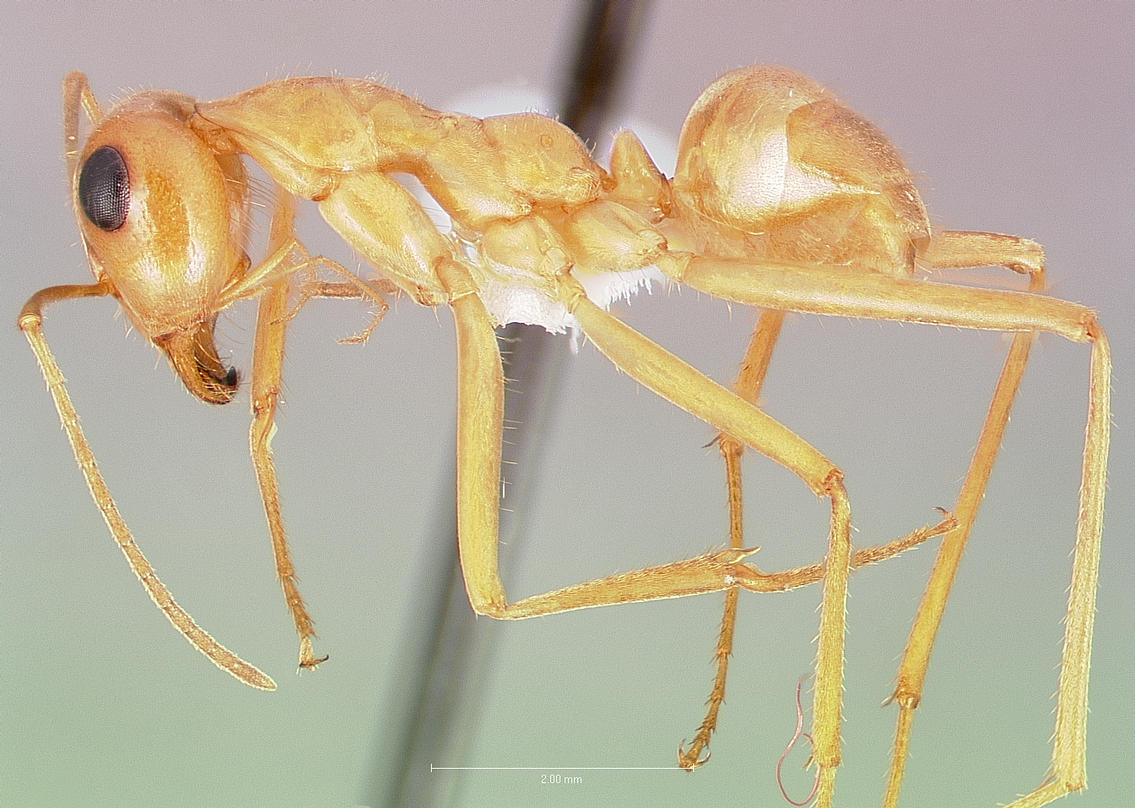
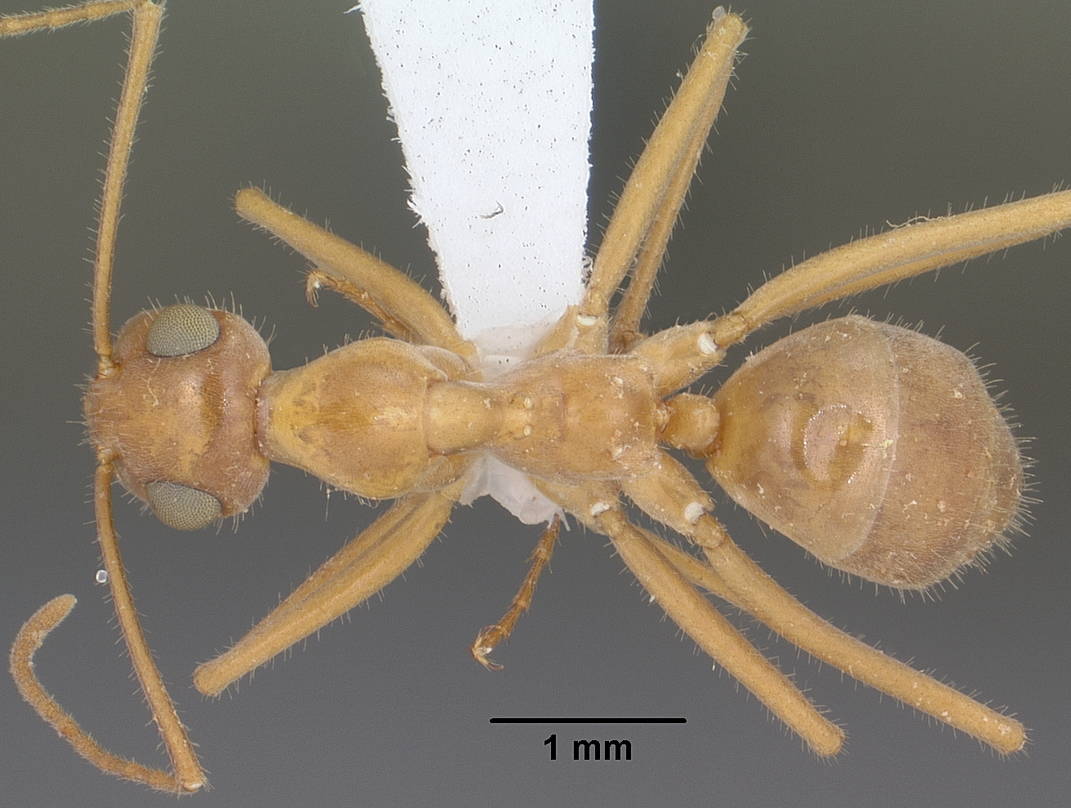
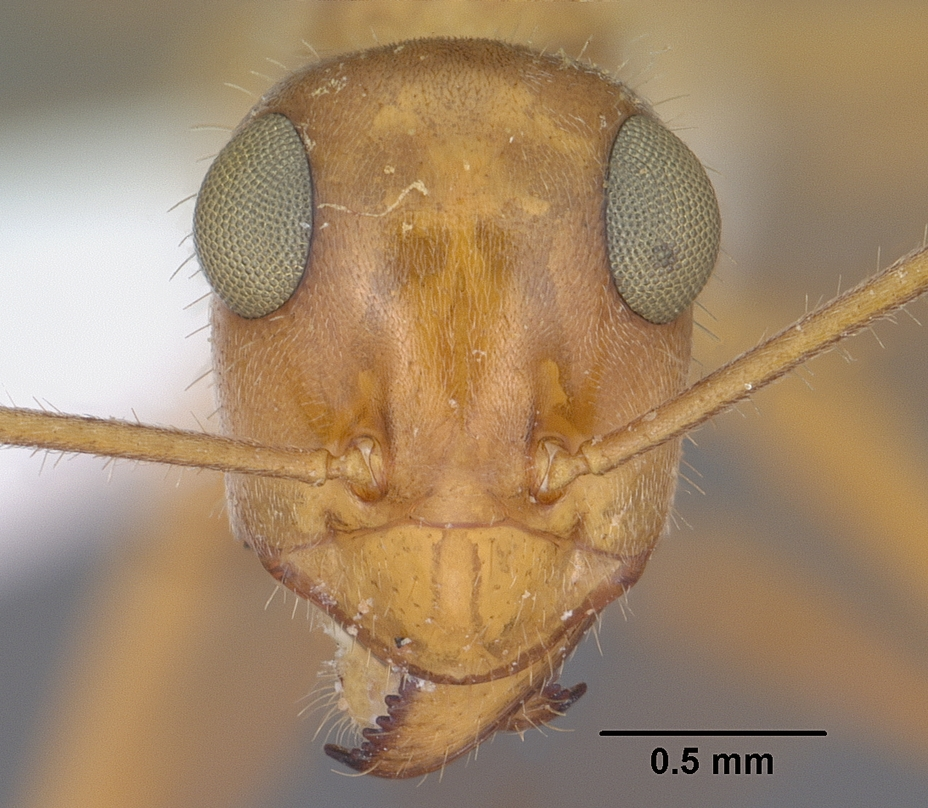